# منجم أيناك
منجم أيناك هو منجم نحاس يقع على بعد 30 كيلومترا جنوب العاصمة الأفغانية كابل. وقد حصلت المجموعة الصينية للصناعات المعدنية والمملوكة للحكومة الصينية في نوفمبر 2008 على حق استغلال المنجم لمدة 30 سنة مقابل 808 مليون دولار أمريكي. ومنجم أيناك يقع في ولاية لوكر وتقدر احتياطياته من النحاس بنحو 11 مليون طن ويمكن إنتاج 200 ألف طن سنويا.